# Kattegat
Kattegat (dánsky: [ˈkʰætəkæt]; švédsky: Kattegatt [ˈkâtːɛˌɡat], doslova kočičí díra) je jedna z Dánských úžin, mořská oblast o rozloze 25 000 km² ohraničená dánským Jutským poloostrovem na západě, ostrovy v Dánských úžinách a Baltském moři na jihu a švédskými provinciemi Bohuslän, Västergötland, Halland a Skåne na východě. Baltské moře se do Kattegatu vlévá Dánskými úžinami. Tato mořská oblast je pokračováním Skagerraku a ačkoliv může být považována za záliv Severního moře, tak v tradičním skandinávském užití tomu tak není.
Kattegat je poměrně mělké moře a plavba v něm může být velmi obtížná a nebezpečná kvůli mnoha písčitým a kamenitým útesům a záludným proudům, které se často mění. V moderní době byly vyhloubeny umělé kanály na mořském dně, mnoho útesů bylo vybagrováno buď čerpáním písku, nebo vylovením kamene a byla vybudována dobře rozvinutá síť světelné signalizace, aby byla zajištěna ochrana velmi husté mezinárodní dopravy na tomto malém moři.
V Kattegatu se nachází několik velkých měst a velkých přístavů, mezi něž patří (sestupně podle velikosti) Göteborg, Aarhus, Aalborg, Halmstad a Frederikshavn. Název pochází od středověkých mořeplavců.

## Geografie

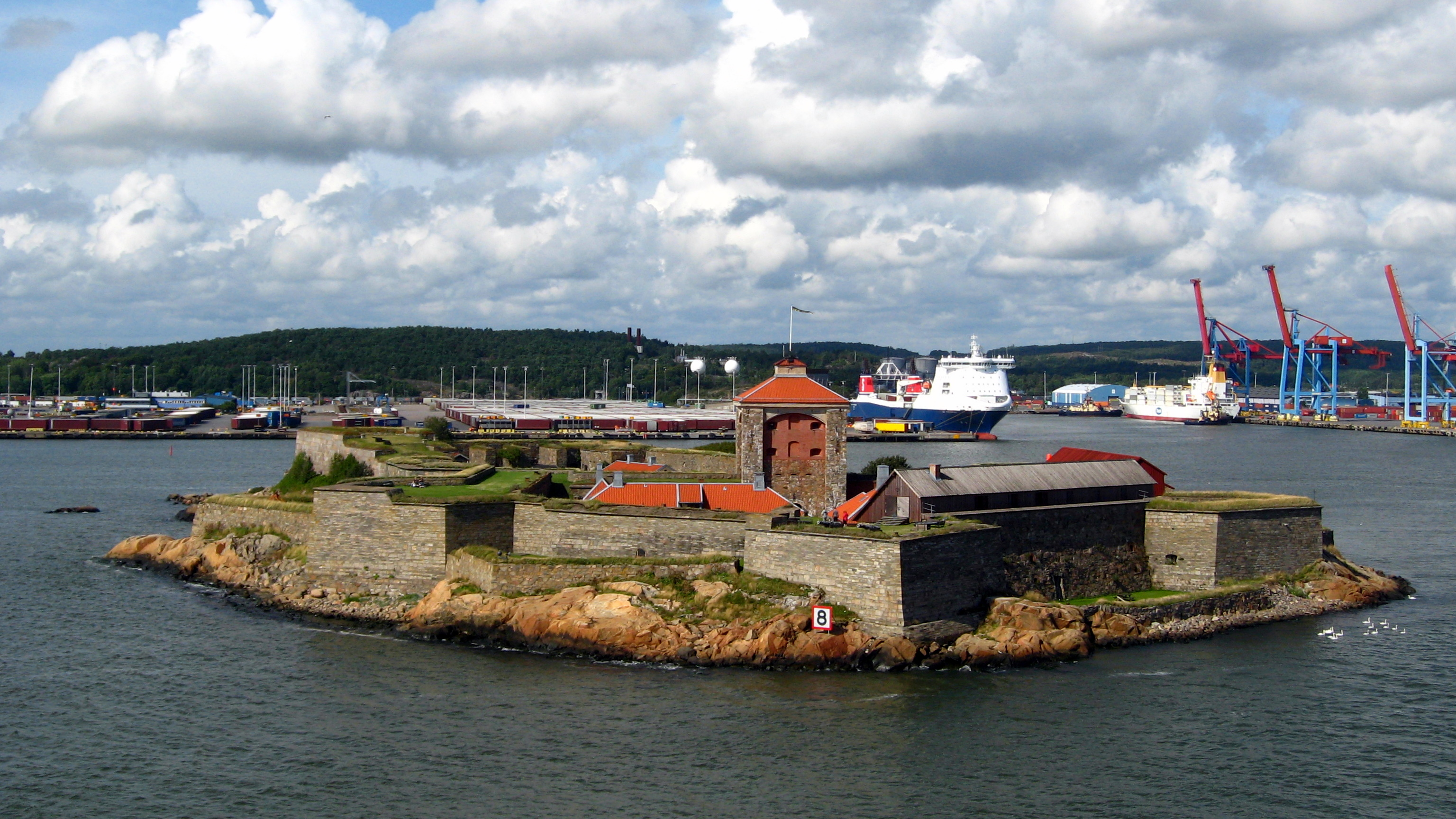
Älvsborg u Göteborgu, námořní pevnost v Kattegatu

Podle definice stanovené v úmluvě z roku 1932 podepsané Dánskem, Norskem a Švédskem (zapsané v sérii smluv Společnosti národů 1933–1934) se severní hranice mezi Kattegatem a Skagerrakem nachází na nejsevernějším bodě Skagenu na Jutském poloostrově, zatímco jižní hranice směrem k Öresundu se nachází na špičce poloostrova Kullen ve Skánii.
Hlavními vodními toky, které se vlévají do Kattegatu, jsou řeky Göta v Göteborgu spolu s Laganem, Nissanem, Ätranem a Viskanem v provincii Halland na švédské straně a řeka Gudenå v Jutsku v Dánsku.
Hlavními ostrovy Kattegatu jsou Samsø, Læsø a Anholt; poslední dva jmenované ostrovy jsou kvůli svému relativně suchému klimatu vnímány jako součást "dánského pouštního pásu".
Ke Kattegatu přiléhá řada pozoruhodných pobřežních oblastí, například přírodní rezervace Kullaberg ve švédské Skánii s řadou vzácných druhů a malebným skalnatým pobřežím, město Mölle s malebným přístavem a výhledem na Kullaberg a Skagen na severním cípu Dánska.
Od 50. let 20. století se uvažuje o projektu mostu, který bývá označován jako Kattegatbroen (Kattegatský most) a který by přes Kattegat spojil Jutsko a Zéland. Od konce nultých let 21. století se o projekt znovu zajímá několik vlivných dánských politiků. Obvykle se předpokládá, že most spojí Hov (vesnice jižně od Odderu v oblasti Aarhusu) se Samsø a Kalundborgem.

### Hydrografie
Kattegat je 220 km dlouhý, minimálně 60 km (na jihu) a maximálně 140 km (na severu) široký.  Kattegat má objem 500 km3, rozlohu 22 000 km2 a průměrnou hloubku 23 metrů. Dánská strana je poměrně mělká. Na švédské straně je nejsevernější částí Kattegatu Djupa Rännan, který je hluboký téměř 100 metrů. Dále na jih jsou hloubkové poměry nepravidelné, největší hloubka, přibližně 130 metrů, je na úrovni Varbergu.
Zamrzá v tuhých zimách u břehů. Tečou jím dva proudy: méně slaný povrchový na sever a více slaný hlubinný na jih.

## Ostrovy
V průlivu se nacházejí ostrovy Samsø, Læsø, Anholt, Tunø, Endelave, Sejerø, Hesselø a Æbelø.

## Fauna
V průlivu je rozvinutý rybolov (sledi, platýsi, makrely).